# Telkibánya
Telkibánya là một thị trấn thuộc hạt Borsod-Abaúj-Zemplén, Hungary. Thị trấn này có diện tích 46,86 km², dân số năm 2010 là 625 người, mật độ 13 người/km².